# Cantonul Argelès-sur-Mer
Cantonul Argelès-sur-Mer este un canton din arondismentul Céret, departamentul Pyrénées-Orientales, regiunea Languedoc-Roussillon, Franța.

## Comune
- Argelès-sur-Mer (reședință)
- Laroque-des-Albères
- Montesquieu-des-Albères
- Palau-del-Vidre
- Saint-André
- Saint-Génis-des-Fontaines
- Sorède
- Villelongue-dels-Monts